# Sagaland
Sagaland è un gioco da tavolo in stile tedesco progettato da Alex Randolph e Michel Matschoss pubblicato dalla Ravensburger in Germania nel 1981, in cui i giocatori sono avventurieri alla ricerca dei tesori delle favole.

## Ambientazione
Il re, arrivato alla tarda età senza eredi, affascinato dalle storie udite da bambino sui tesori mitici nascosti nella foresta sotto al suo castello,  ha dichiarato che proclamerà suo erede chi gli porterà tre di questi tesori. I giocatori controllano ognuno un avventuriero alla ricerca dei tesori.

## Componenti
Componenti del gioco:
- 1 tavoliere;
- 2 dadi;
- 13 modellini di alberi in legno con indicato sotto il tesoro nascosto;
- 13 carte tesoro;
- 6 pedine.

Il tavoliere rappresenta il villaggio (il punto di partenza), la foresta incantata e il castello in cui i giocatori devono rivelare i tesori al re. Ogni giocatore controlla una pedina che rappresenta un avventuriero e che muove sugli spazi di forma circolare in cui è divisa la foresta. Su alcuni spazi (marcati con un cerchio blu o il simbolo di un albero, secondo l'edizione) sono piazzati a inizio partita degli alberi che sul fondo hanno la figura di uno dei tesori corrispondenti rappresentati sulle carte.
Le carte sono piazzate a faccia in giù al castello, eccetto per quella in cima che rappresenta il tesoro che il re sta cercando in quel momento.

## Descrizione del gioco
I giocatori spostano la propria pedina mediante il tiro dei dadi, ogni singolo tiro di dado è considerato separatamente, per esempio un 6 e un 5 possono essere usati per muoversi di 11 spazi  in una direzione o di 5 in una e 6 in un'altra o viceversa. L'obbiettivo è terminare il movimento in uno spazio in cui si trova un albero, se ci riesce il giocatore può guardare sotto l'albero e vedere il tesoro che nasconde.
Una volta trovato il tesoro che il re sta cercando in quel momento il giocatore deve tornare al castello e terminare il movimento in un preciso spazio. Una voltà lì può dichiarare la posizione del tesoro, se è corretto prende possesso della carta tesoro e se ne volta un'altra, che diventa il nuovo tesoro da cercare. Se ha sbagliato deve rimpiazzare l'albero e tornare al villaggio.
Il primo giocatore che ottiene tre carte tesoro vince e termina il gioco.
Altre meccaniche di gioco includono l'uso della "magia", per cambiare la carta tesoro da cercare, spostare un giocatore in uno spazio albero vuoto o mandarlo castello. Questo, combinato con la capacità di rimandare la  pedina di altro un giocatore al villaggio atterrando con la propria pedina sul suo spazio, rende il gioco più vario e interessante.

## Edizioni
Sagaland è stato pubblicato in tedesco nel 1981 e da allora ristampato più volte sempre da Ravensburger. È stato inoltre pubblicato in versione internazionale multilingue (francese, tedesco e italiano), in inglese come Enchanted Forest, in giapponese come ザーガランド, in ebreo come היער הקסום e in greco come Η χώρα του παραμυθιού.
Nel 2007 Ravensburger ha pubblicato un'edizione in lingua olandese  Efteling Sprookjesspel, dedicata al parco divertimenti di Efteling.

## Premi e riconoscimenti
- 1982 - Spiel des Jahres[1]